# Kieran Richardson
Kieran Richardson (Greenwich, 21 oktober 1984) is een betaald voetballer uit Engeland, die speelt als middenvelder of linksback. Hij kwam in oktober 2016 bij Cardiff City onder contract tot januari 2017, destijds uitkomend in de Championship. Zijn contract werd eind december 2016 ontbonden. Richardson debuteerde in 2005 in het Engels voetbalelftal.

## Clubcarrière
Richardson begon zijn loopbaan in de jeugd van West Ham United en later Manchester United. Hij speelde nadien clubvoetbal in zijn vaderland Engeland voor onder meer West Bromwich Albion (op huurbasis).

## Interlandcarrière
Richardson speelde acht keer voor de nationale ploeg van Engeland, en scoorde tweemaal voor The Three Lions. Onder leiding van bondscoach Sven-Göran Eriksson maakte hij zijn debuut op 28 mei 2005 in een vriendschappelijke uitwedstrijd tegen de Verenigde Staten. Engeland won dat duel met 2-1 en Richardson nam beide treffers voor zijn rekening, waaronder één uit een vrije trap.

## Erelijst
| Kampioen Premier League | 1x | 2006/07 |
| League Cup              | 1x | 2005/06 |
| FA Community Shield     | 1x | 2003    |